# Alcalá del Valle
Alcalá del Valle és una localitat de la província de Cadis, (Andalusia), a l'estat espanyol. En l'any 2006 tenia 5382 habitants.Situada en l'extrem nord-oriental de la província, Alcalá del Valle està situada en la comarca de la Sierra de Cádiz, entre la Sierra de Grazalema i la Serrania de Ronda, a 155 quilòmetres de la capital, Cadis. Les seves coordenades geogràfiques són 36° 54′ N 5° 10′ O. Limita al sud amb Setenil de las Bodegas i a l'oest amb Torre Alháquime.

## Fills il·lustres
- Miguel Yuste (1870-1947) fou un músic.